# Shu (Chinese historiografie)
Shu of zhi (verhandelingen, ook wel monografieën) vormen een van de onderdelen van de officiële geschiedenissen van de Chinese keizerlijke dynastieën. Elke verhandeling beschrijft een gebied van staatsbemoeienis. Zij vormen een belangrijke bron voor de studie van de Chinese geschiedenis. De shu worden in latere dynastieke geschiedenissen ook wel zhi of kao genoemd.

## Belang
Het aantal onderwerpen dat in de verhandelingen van de dynastieke geschiedenissen werd behandeld, nam in de loop van de tijd toe. Uiteindelijk vormden zij de basis voor twee literaire genres, de '(traditionele Chinese) encyclopedieën' (leishu, 類書, letterlijk: 'gerubriceerde zaken') en de 'institutionele geschiedenissen' (huiyao, 會要, letterlijk: 'verzameling van belangrijke documenten'). In tegenstelling tot het westerse concept 'encyclopedie' bevatten de 'leishu' geen artikelen, maar zijn bronnenverzamelingen in de vorm van uittreksels of complete kopieën van documenten. De 'huiyao' beschrijven de geschiedenis van de instituties die tijdens een bepaalde dynastie bestonden en dienden vooral als leidraad voor functionarissen. Het genre is ontstaan tijdens de Tang-dynastie.

## Onderwerpen
In de (26) dynastieke geschiedenissen werden in totaal 22 onderwerpen van staatsbemoeienis belangrijk genoeg geacht om in aparte verhandelingen te worden beschreven:
| nr. | onderwerp van de verhandeling                                     | nr. | onderwerp van de verhandeling                       |
| --- | ----------------------------------------------------------------- | --- | --------------------------------------------------- |
| 1.  | riten (li, 禮)                                                    | 12. | bibliografieën (yiwen, 艺文, of jingji, 经籍)       |
| 2.  | muziek (yue, 樂)                                                  | 13. | overheidsfuncties (baiguan, 百官, of zhiguan, 职官) |
| 3.  | harmonie (meting en toonhoogtebuizen (pitchpipe) (lü, 律)         | 14. | rijtuigen en kleding (yufu, 舆服)                   |
| 4.  | kalender (li, 曆)                                                 | 15. | gunstige invloed (furui, 符瑞)                      |
| 5.  | astronomie (tianwen, 天文, of tianguan, 天官)                     | 16. | Boeddhisme en Taoïsme (Shi Lao, 释老)               |
| 6.  | offers (jiaosi, 郊祀, of fengshan, 封禅)                          | 17. | keizerlijke garde (yiwei, 仪卫)                     |
| 7.  | rivieren en kanalen (gouxu, 沟洫, of hequ, 河渠 )                 | 18. | ambtenaren(examens) (xuanju, 选举)                  |
| 8.  | voedsel en goederen (financiën) (shihuo, 食货, of pingzhun, 平准) | 19. | leger (bing, 兵, of bingwei, 兵卫)                  |
| 9.  | wetgeving en bestraffing (xingfa, 刑法)                           | 20. | milities en kolonisatie (yingwei, 营卫)             |
| 10. | vijf elementen (wuxing, 五行)                                     | 21. | communicatiemiddelen (jiaotong, 交通)               |
| 11. | geografie (dili, 地理, of junxian, 郡县)                          | 22. | buitenlandse betrekkingen (bangjiao, 邦交)          |

## Verdeling
De 22 onderwerpen van de rubriek 'verhandelingen' zijn als volgt verdeeld over de officiële dynastieke geschiedenissen:
| Dynastieke geschiedenis        | 1 | 2 | 3 | 4 | 5 | 6 | 7 | 8 | 9 | 10 | 11 | 12 | 13 | 14 | 15 | 16 | 17 | 18 | 19 | 20 | 21 | 22 |
| ------------------------------ | - | - | - | - | - | - | - | - | - | -- | -- | -- | -- | -- | -- | -- | -- | -- | -- | -- | -- | -- |
| Shiji                          | x | x | x | x | x | x | x | x |   |    |    |    |    |    |    |    |    |    |    |    |    |    |
| Hanshu (West-Han)              | x | 1 | x |   | x | x | x | x | x | x  | x  | x  |    |    |    |    |    |    |    |    |    |    |
| Houhanshu (Oost-Han)           | x |   | x |   | x | x |   |   |   | x  | x  |    | x  | x  |    |    |    |    |    |    |    |    |
| Sanguo zhi (Drie Rijken)       |   |   |   |   |   |   |   |   |   |    |    |    |    |    |    |    |    |    |    |    |    |    |
| Jinshu (Jin)                   | x | x | x |   | x |   |   | x | x | x  | x  |    | x  | x  |    |    |    |    |    |    |    |    |
| Songshu (Liu-Song)             | x | x | x | x | x |   |   |   |   | x  | x  |    | x  |    | x  |    |    |    |    |    |    |    |
| Nanqishu (Zuid-Qi)             | x | x |   |   | x |   |   |   |   | x  | x  |    | x  | x  | x  |    |    |    |    |    |    |    |
| Liangshu (Liang)               |   |   |   |   |   |   |   |   |   |    |    |    |    |    |    |    |    |    |    |    |    |    |
| Chenshu (Chen)                 |   |   |   |   |   |   |   |   |   |    |    |    |    |    |    |    |    |    |    |    |    |    |
| Weishu (Noord-Wei)             | x | x | x |   | x |   |   | x | x |    | x  |    | x  |    | x  | x  |    |    |    |    |    |    |
| Beiqishu (Noord-Qi)            |   |   |   |   |   |   |   |   |   |    |    |    |    |    |    |    |    |    |    |    |    |    |
| Zhoushu (Noord-Zhou)           |   |   |   |   |   |   |   |   |   |    |    |    |    |    |    |    |    |    |    |    |    |    |
| Suishu (Sui)                   | x | x |   | x | x |   |   | x | x | x  | x  | x  | x  |    |    |    |    |    |    |    |    |    |
| Nanshi (Z. Dyn.)               |   |   |   |   |   |   |   |   |   |    |    |    |    |    |    |    |    |    |    |    |    |    |
| Beishi (N. Dyn.)               |   |   |   |   |   |   |   |   |   |    |    |    |    |    |    |    |    |    |    |    |    |    |
| Jiu Tangshu (Tang oud)         | x | x |   | x | x |   |   | x | x | x  | x  | x  | x  | x  |    |    |    |    |    |    |    |    |
| Xin Tangshu (Tang nieuw)       | x | 1 |   | x | x |   |   | x | x | x  | x  | x  | x  | x  |    |    | x  | x  | x  |    |    |    |
| Jiu Wudaishi (Vijf Dyn. oud)   | x | x |   | x | x |   |   | x | x | x  | x  |    | x  |    |    |    |    | x  |    |    |    |    |
| Xin Wudaishi (Vijf Dyn. nieuw) |   |   |   |   | x |   |   |   |   |    | x  |    |    |    |    |    |    |    |    |    |    |    |
| Songshi (Song)                 | x | x | x |   | x |   | x | x | x | x  | x  | x  | x  | x  |    |    | x  | x  | x  |    |    |    |
| Liaoshi (Liao)                 | x | x |   | x |   |   |   | x | x |    | x  |    | x  |    |    |    | x  |    | x  | x  |    |    |
| Jinshi (Jin)                   | x | x |   | x | x |   | x | x | x | x  | x  |    | x  | x  |    |    | x  | x  | x  |    |    |    |
| Yuanshi (Yuan)                 | x | 1 |   | x | x | x | x | x | x | x  | x  |    | x  | x  |    |    |    | x  | x  |    |    |    |
| Xin Yuanshi (Yuan nieuw)       | x | x |   | x | x |   | x | x | x | x  | x  |    | x  | x  |    |    |    | x  | x  |    |    |    |
| Mingshi (Ming)                 | x | x |   | x | x |   | x | x | x | x  | x  | x  | x  | x  |    |    | x  | x  | x  |    |    |    |
| Qing shigao (Qing)             | x | x |   | x | x |   | x | x | x |    | x  | x  | x  | x  | x  |    |    | x  | x  |    | x  | x  |
| Dynastieke geschiedenis        | 1 | 2 | 3 | 4 | 5 | 6 | 7 | 8 | 9 | 10 | 11 | 12 | 13 | 14 | 15 | 16 | 17 | 18 | 19 | 20 | 21 | 22 |

1 betekent dat de categorie muziek is samengevoegd met die van riten.